# Борібай-бі
Боріба́й-бі (каз. Бөрібай би) — село у складі Панфіловського району Жетисуської області Казахстану. Входить до складу Конироленського сільського округу.
У радянські часи село називалось Аламан-Соціал або Соцжол.
Населення — 562 особи (2021; 594 у 2009, 795 у 1999, 724 у 1989).